# Magas rangú célpont
Magas rangú célpont (eredeti címe Brass Target) egy 1978-ban bemutatott amerikai bűnügyi kalandfilm, thriller, John Hough rendezésében, Sophia Loren, John Cassavetes, Robert Vaughn, George Kennedy, Patrick McGoohan és Max von Sydow főszereplésével. Cselekménye Frederick Nolan 1974-ben megjelent The Algonquin Project című kémregényén alapul. A történet közvetlenül az európai háború utáni, 1945 őszén és telén játszódik. Valós magja a 3. amerikai hadsereg parancsnokának, George Patton tábornoknak 1945. decemberében bekövetkezett halálos autóbalesete, valamint a Reichsbank lefoglalt és megdézsmált aranytömb-készleteinek máig tisztázatlan sorsa. A fiktív történet szerint Patton nem baleset, hanem szervezett merénylet áldozata lett, amely  mögött az amerikai katonai titkosszolgálat korrupt tisztjeinek összeesküvése állt.
Az angol nyelvű címben a „brass” szó a tábornoki rangjelzés sárgaréz csillagjaira utal. A film magyar nyelvű címe előfordul névelő nélkül (Filmkatalógus, Imdb); és névelővel: A magas rangú célpont formában (Port.hu, Iszdb); valamint Elsőrendű célpont (Mafab.hu) változatban is.

## Cselekmény
A történet 1945 augusztusában kezdődik, a második világháború európai befejezése után, a négyhatalmi megszállás alatt álló Németországban. Egy felhagyott alpesi sóbányában az amerikai 3. hadsereg megtalálja a Német Birodalmi Bank (Reichsbank) elrejtett aranytömb-készletét (brit-amerikai szóhasználatban „a nácik aranyát”). George S. Patton tábornok, Bajorország katonai kormányzója elrendeli, hogy az aranyat katonai fedezet mellett szállítsák Frankfurtba, a bank trezorjaiba. A vasúti szerelvényt útközben egy hegyi alagútban támadás éri, a kísérő amerikai katonákat harci gázzal legyilkolják, az aranyat elrabolják. Az akciót az amerikai katonai titkosszolgálat korrupt főtisztjei szervezték, egy homoszexuális páros, Rogers ezredes és Gilchrist ezredes irányításával. A katonai rendőrség nem talál nyomokat.
A szovjet katonai parancsnokság Pattont teszi felelőssé a rablásért. A presztízsére büszke tábornok feldühödik, és utasítja a titkosszolgálatot (OSS-t), hogy tisztázzák a nevét. Dawson ezredes a tapasztalt De Lucca őrnagyot bízza meg a nyomozással, aki a háború alatt a frontok mögött dolgozott, diverzáns akciókat szervezett, ellenséges szabotőröket küzdött le. Az aranyrablás tervezői De Lucca egyik korábbi diverzáns akciójának tervét másolták le. Dawson bizonyos benne, hogy szervezőket a hadsereg vagy a titkosszolgálat legbelső köreiben kell keresni.

McCauley Svájcban tárgyal a bérgyilkossal (Patrick McGoohan és Max von Sydow)

Az őrnagy nyomozni kezd. Kideríti, hogy aranyat már eladták Párizsban. Saját korábbi harctéri parancsnokához, Mike McCauley ezredeshez fordul, aki a fekete gazdaságban meggazdagodott playboyként él egy lefoglalt kastélyban, De Lucca elhagyott barátnőjével, Marával együtt. McCauleyt rövidesen meggyilkolják. De Lucca kideríti, hogy McCauley az Egyesült Államokban járt, a börtönben ülő Lucky Luciano gengsztertől szerzett tippet egy professzionális svájci bérgyilkosra. McCauley Svájcban is járt és – Rogers ezredes nevében – találkozott a Shelley néven bemutatkozó bérgyilkossal és nagy összegért felbérelte őt Patton tábornok meggyilkolására. Shelley előkészíti a merényletet, precíziós puskát készíttet különleges lövedékekkel.

De Lucca őrnagy és Mara csapdára gyanakszik (John Cassavetes és Sophia Loren)

Mara visszatér De Luccához, aki Svájcban felkeresi régi háborús ismerősét, a kétkulacsos Webbert, aki most a menekülteket segélyező nemzetközi szervezetben dolgozik, de jó kapcsolatai vannak az alvilággal. Az őrnagy tőle kér tippet, ki lehet a keresett professzionális svájci bárgyilkos? Lucca rátalál Stewart ezredesre, aki német barátnője révén tudott a Reichsbank aranyának hollétéről, a bérgyilkos azonban megelőzi Luccát és megöli őket. Luccát is megpróbálják csapdába csalni, de az őrnagy végez támadójával. Rogers ezredes elbizonytalanítja a titkosszolgálatot, hogy a merénylet célpontja vajon Patton tábornok vagy Eisenhower tábornok?
Pattont hazarendelik, az arany utáni kutatás leáll. Rogers ezredes „leállítaná” a merénylőt, hogy eltörölje saját nyomait. A katonai rendőrség rátalál egy Shelley nevű svájci újságíróra. Az őrnagy élve akarja elfogni, de Rogers és Gilchrist megelőzik: megölik Shelleyt és az őt őrző katonai rendőröket is. A késve érkező De Lucca és Dawson tűzharcban lelövik Rogerset és Gilchristot. A titkosszolgálat lezárja az ügyet, egyedül az őrnagy gyanakszik, hogy Shelley csak ártatlan civil volt, akit az igazi profi bérgyilkos küldött maga helyett csaléteknek, az üldözők megtévesztésére. Lucca folytatja a kutatást.
A bérgyilkos egyszerű amerikai katonának öltözve kifigyeli Patton tábornok útvonalát. Mara felismeri benne Webbert, és bevallja Luccának, hogy Webberrel is élt egy ideig. A merénylő felállítja csapdáját. Egy beláthatatlan kanyarban elhelyez egy teherautót, a tábornok autója beleütközik. A merénylő gumilövedékkel rálő és eltöri Patton nyakcsigolyáját. A katonai rendőrség balesetként lezárja az ügyet, Lucca azonban bizonyos benne, hogy a keresett merénylő csapott le. Mara visszatér Webberhez, és De Lucca kezére játssza a merénylet bizonyítékát, a gyilkos fegyvert. De Lucca egy gumilövedékkel lelövi Webbert, akinek halálát éppúgy balesetnek könyvelik el, mint Pattonét.

## Szereposztás
| Szerep                                              | Színész            | Magyar hangja (1. szinkron) | Magyar hangja (2. szinkron, 1997) |
| --------------------------------------------------- | ------------------ | --------------------------- | --------------------------------- |
| Mara                                                | Sophia Loren       | Bencze Ilona                | Andai Györgyi                     |
| Joe De Lucca őrnagy                                 | John Cassavetes    | Végvári Tamás               | Tordy Géza                        |
| George S. Patton tábornok                           | George Kennedy     | Láng József                 | Csurka László                     |
| Donald Rogers ezredes                               | Robert Vaughn      | Szersén Gyula               | Perlaki István                    |
| Walter Gilchrist ezredes                            | Edward Herrmann    | Tóth-Gáspár András          | Németh Gábor                      |
| Mike McCauley ezredes                               | Patrick McGoohan   | Reviczky Gábor              | Fülöp Zsigmond                    |
| Robert Dawson ezredes                               | Bruce Davison      | Lux Ádám                    | Viczián Ottó                      |
| Martin Webber / „ál-Shelley” bérgyilkos             | Max von Sydow      | Ujréti László               | Bács Ferenc                       |
| Frank Stewart ezredes, Patton szárnysegédje         | Ed Bishop          | Imre István                 | Kőszegi Ákos                      |
| Theresa von Rodeck / Dora Müller: Stewart szeretője | Birgit Bergen      | N/A                         | N/A                               |
| Lucky Luciano                                       | Lee Montague       | Szokolay Ottó               | Imre István                       |
| Frank Ferraro, Luciano ügyvédje                     | Alan Tilvern       | Kristóf Tibor               | Rudas István                      |
| Herr Schröder, puskaműves                           | Sigfrit Steiner    | Kun Vilmos                  | Versényi László                   |
| Osztranov szovjet tábornok                          | Reinhold Olszewski | Gruber Hugó                 | Kristóf Tibor                     |
| A valódi Peter Shelley, újságíró                    | Bernard Horsfall   | N/A                         | N/A                               |

## További információ
- Magas rangú célpont a PORT.hu-n (magyarul)
- Magas rangú célpont az Internetes Szinkronadatbázisban (magyarul)
- Magas rangú célpont az Internet Movie Database-ben (angolul)
- Magas rangú célpont a Rotten Tomatoeson (angolul)
- Magas rangú célpont a Box Office Mojón (angolul)
- La Cible étoilée (francia nyelven). AlloCiné (allociné.fr)
- Magas rangú célpont (magyar nyelven). TMDB (The MovieWeb Adatbázis)
- Brass Target (1978) (angol nyelven). British Film Institute (Collections Search BFI.org). (Hozzáférés: 2023. október 24.)
- Verstecktes Ziel (német nyelven). Filmdienst.de (Portal für Kino und Filmkultur)